# 鍾澤暉
鍾澤暉（英語：Chung Chak-fai），香港建制派人士，九龍社團聯會及西九新動力成員，現任香港油尖旺區議會委任議員，前為櫻桃選區最後一位議員。